# キッチュ!夜マゲドンの奇蹟
「キッチュ!夜マゲドンの奇蹟」（キッチュよるマゲドンのきせき）は文化放送のラジオ番組。1990年10月8日 - 1992年2月27日まで放送。通称は夜マゲ。

## 概要
パーソナリティは「キッチュ」こと、松尾貴史。放送時間は月 - 木曜 21:40 - 24:30
アシスタントは藤木千穂（文化放送アナウンサー(当時)、月曜 - 水曜）、中條かな子（現：緒方かな子、木曜）が務めた。火曜は松村邦洋、水曜の1コーナー『唐木淳が行く』は演歌歌手の唐木淳（現：黒木じゅん）が出演した。
番組で採用された葉書、FAXはネタの内容と面白さに応じて「星」が貰え、星が一定数(10個)溜まると「〜ドン」という洗礼名がリスナーに与えられた。使用中のペンネームの間に洗礼名を挟み込んで、ミドルネーム風に名乗っていたリスナーが多かった。同番組のハガキ職人から業界入りして放送作家となった者は少なくなく、『おもいッきりイイ!!テレビ』（日本テレビ）『ウェークアップ!ぷらす』（読売テレビ）の構成を担当した河野虎太郎などがいる。
金曜日の同時間帯は、INGRY'Sがパーソナリティを務める『夜マゲ スペシャル INGRY'Sの一触即発金曜日』を放送した。
番組タイトルは「何かインパクトがある名前を」と言うことで、ハルマゲドンという言葉から松尾が命名したものである。
木曜日の番宣CMは、松尾が滝口順平のものまねで中條をヨイショした後、いかりや長介のものまねで中條に「だめだ、こりゃ」を教えていた。
松尾は当番組の終了後、終了の経緯を回顧する形で、週刊朝日に当時、連載していたエッセイ『未確認卑怯物体』で記していた。『未確認卑怯物体』は連載終了後、著書として発売した。当時、新人見習いの放送作家として番組に参加していた鮫肌文殊が著書『らぶれたあ オレと中島らもの6945日』（講談社 2016年）の中で、当番組の制作現場の様子を記している。

## 主なコーナー
- 夜マゲ ドンブリ （21時台のコーナー枠）

「ありがち大予言」
「笑わす 泣かす 怒らせる」（三段オチコーナー。テーマ別部門と自由部門があった）
「神の子 悪の子 奇蹟の子」（同じく三段オチコーナー）
「林家ペーのかかってきなさい!!」
- 夜マゲ サウンドトライアスロン （夜マゲ ドンブリの後継コーナー枠）

月曜：体力カラオケ
火曜：転調カラオケ
水曜：音楽パネル クイズ
木曜：曲当てクイズ
- ウルトラ夜マゲ スペシャルデラックス （22:00）

「三枝・鶴光の恋の話はビバヤング パヤパヤ」（松尾が桂三枝（現：六代目桂文枝）、笑福亭鶴光のものまねで進めるコーナー）
「全日本カセット選抜」
「ミステリーポケット」
「新・放送禁止用語事典」
「ここはエジプトだ」
- 謎の業界通 国際人 （22:10）

イベント情報を松尾のモノマネを織り交ぜながら紹介。
- シャープ 夜マゲ一気隊（1991年4月 - 9月：月 - 木曜 22:15 - 22:25 → 1991年10月 - 1992年2月：月 - 木曜 22:00 - 22:10）

キッチュの似合わないこと （月曜）
Just One More ガッツ （火曜）
夢見るボインちゃん （水曜）
唐木淳が行く（水曜）
蛇女・蛇男の復讐の館 （木曜）
- 夜マゲご接待クラブ （22:25）

ゲスト コーナー。
- スーパーチャレンジ 夜マゲクイズ（月 - 木曜 22:45）
- 夜マゲお笑い道場 （23:10、1991年10月からのコーナー枠）
  - インスト撲滅運動
  - 牛乳隊 （日付変更線 通過 水曜から移動）
- スポーツ ニュース （23:30）
- 夜マゲランキング HEN - JAN（23:35）

あるテーマに沿って届いたハガキネタを番組で独自にランキング付けをするコーナー。主なテーマに「○○でのバカ」「変な噂話」「変な校則」「素敵な番組表」「恥ずかしい店の名前」 など。
- 日付変更線 通過（23:55 - 24:05）
  - チャネリング歌会（月曜）・・・はがきに書かれた 5、7、5、7、7 各文字の言葉を適当に繋げて、おかしな一首を作っていくコーナー。
  - 週刊夜マゲ アルバイトニュース（火曜）
  - 牛乳隊（水曜）・・・出演者が牛乳を口に含み、笑って牛乳を吹き出さないようにリスナーからの投稿ネタにひたすら耐えるコーナー。この企画はテレビ番組の企画で使われていた。
  - これ何の略?（木曜）
- ストーリー夜マゲーナ（月 - 金曜 23:50 - 24:00、1991年10月から）
- 夜マゲ ドンブラコ （24:05）

放送作家の宮沢章夫、高橋洋二の脚本によるコント形式のラジオドラマ。松尾スズキ、布施絵里、温水洋一らが出演していた。このドラマはCDアルバム『キッチュのラジオ大魔術団』として発売した。
- 夜マゲ クラブ （24:05、1991年10月からのAIWA提供枠 後継コーナー）
- 夜マゲ七つの教え （24:15）

初期の最後のパート。月曜「予言」、火曜「告発」、水曜「戒律」、木曜「懺悔」などのコーナーがあった。
- 素敵なエンディング （24:15、夜マゲ七つの教えの後継コーナー枠）
  - パンドラ計画 （月曜日。文化放送で当時 放送していたラジオ番組『文化放送パンゲア計画』のパロディ）
  - 素敵なエンディング（月曜）
  - 意味不明ハガキ（火曜。没ハガキなどの紹介も兼ねていた）
  - 悶え しりとり（水曜）
  - 替え歌 選手権（木曜）

## コーナー番組

### 22時台
- 爆発! ユニコーン これで日本もアンシンだ （22:15 - 22:25、1990年10月 - 1991年3月）
- STOP THE SMAP（22:15 - 22:25、1991年10月 - 2016年12月29日）
- 高橋由美子のおしゃべり天使（22:35 - 22:45、1991年10月 - ）

### 23時台
- OH! ZIPANGLE（月 - 金曜 23:00 - 23:30、1990年10月 - 1991年3月）

パーソナリティ：前田亘輝（TUBE）
- MOONLIGHT 抱きしめて!!（月 - 金曜 23:00 - 23:30、1991年4月 - 9月）

案内役：TARAKO
月曜：森川由加里・長野智子・西野妙子
火曜：千堂あきほ
水曜：コロッケ・藤沢かずよし
木曜：月替わり
金曜：YOU（FAIRCHILD）
- 千堂あきほのときめきCRESCENDO（23:00 - 23:10、1991年10月 - ）
- 西田ひかるのJust One More Kiss（23:45 - 23:55 → 1991年10月から23:40 - 23:50、1990年10月 - ）

## 野球放送との兼ね合い
前年の『ラジオバカナリヤ』は文化放送の平日夜ワイド史上、初めての放送開始時間の繰り下げによる『文化放送ライオンズナイター』の延長が実現した。ただ、『バカナリヤ』は21時40分のスタートを最大でも10分しか動かす事ができなかった。

『夜マゲドン』は『バカナリヤ』でネックとなった、22時台前半の内包番組を22時15分頃からにずらすことで、野球放送の延長枠をより大きくしようとしたが、後続の内包番組枠のスポンサーとの調整に手間取ったこと。当時はプロ野球パシフィック・リーグの試合時間が延長12回以内かつ試合開始後、4時間を超えて、新たなイニングに入らないというルールだったため、22時までに大概の試合終了の目途が立ったという理由で、前年比で10分拡大した22時で野球中継を打ち切り、当番組へと切り替えていた。

当番組放送途中の1991年10月改編で23時台の花王提供枠が廃枠となり、編成に余裕ができた事で、文化放送は22時以降の野球放送延長が可能となり、後継の『夜はこんびんば!』から実施した。これにより『ライオンズナイター』は開始11シーズン目で、試合開始から終了までの完全中継を実現した。のちに、同局では2011年シーズンの途中まで同様の形を取った。